# Viaje del Parnaso

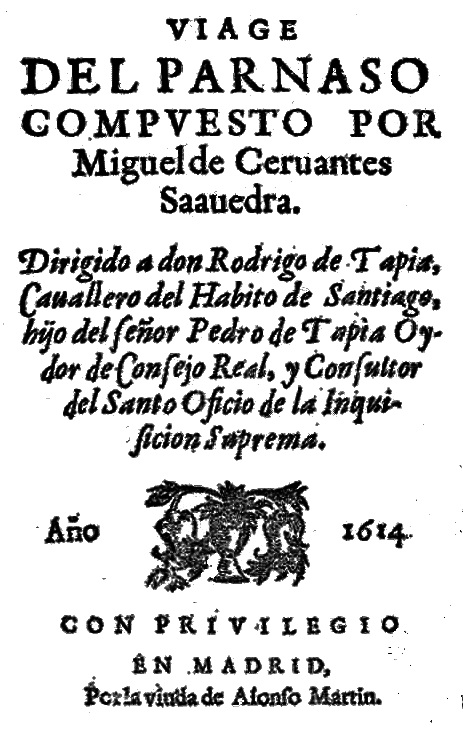
Portada del Viaje del Parnaso (1614)

Viaje del Parnaso es una obra narrativa en verso de Miguel de Cervantes publicada el año 1614 escrita en tercetos que cuenta el viaje al monte Parnaso de Cervantes y los mejores poetas españoles para librar una batalla alegórica contra los malos poetas. 

## Un viaje literario
La obra sigue de cerca el modelo del Viaggio di Parnaso (1582), del poeta italiano Cesare Caporali de Perugia, a quien Cervantes cita ya en la primera estrofa de la obra:

Un quídam Caporal, italïano,
de patria perusino, a lo que entiendo,
de ingenio griego y de valor romano.
Viaje del Parnaso, vv. 1-3

El poema, dedicado al joven cortesano don Rodrigo de Tapia y Alarcón, cuenta un viaje literario, por geografías reales y míticas, en el que Miguel de Cervantes, montado en una mula, emprende la misión de reclutar a los mejores poetas españoles para librar una batalla contra los poetas mediocres. Para ello viajará de Madrid a Valencia, donde con ayuda de Mercurio, reúne un contingente de buenos poetas y se hacen a la mar en un barco alegórico, hecho de versos, con destino al Parnaso, donde librarán una batalla contra los poetastros que pretenden tomarlo. 
En el viaje marítimo, partiendo de Cartagena, avistan Génova, Roma y Nápoles y consiguen pasar el peligroso estrecho de Mesina, entre Escila y Caribdis, deidades a quienes tienen que aplacar ofreciéndoles el sacrificio de Antonio de Lofraso, uno de los poetas embarcados. Finalmente, no se llega a arrojar al atemorizado poeta sardo y, tras encontrarse con un bajel de malos poetas, a quienes Apolo castiga utilizando la fuerza de Neptuno, que los hace naufragar (aunque su furia es aplacada luego por las artes amatorias de Venus), el ejército llega a la falda del monte Parnaso, beben las aguas de la fuente de Castalia y son recibidos por el propio Apolo, dios de la poesía. 
Tras un merecido descanso, en el que sueñan con la doble cara de la poesía (la elegante y la vulgar), entablan combate con el ejército de poetastros utilizando ambos bandos munición consistente en libros y poemas. Vence la buena poesía y despiertan del viaje alegórico.
La obra contiene numerosas referencias autobiográficas de la vida de Cervantes, desde su participación en la batalla de Lepanto hasta la queja por su mala fortuna literaria y su autorreivindicación como poeta. Son famosos los primeros versos en los que supuestamente expresa sus limitaciones:

Yo, que siempre trabajo y me desvelo
por parecer que tengo de poeta
la gracia que no quiso darme el cielo [...]
op. cit, vv. 25-27

 Sin embargo, la crítica literaria reciente ha subrayado el contexto paródico de estos versos, y  la contradicción con otros fragmentos de la propia obra: 

¡Oh Adán de los poetas, oh Cervantes […]
op. cit, v. 202

La Compañía Nacional de Teatro Clásico de España (CNTC) ha representado entre 2005 y 2007 una adaptación teatral del Viaje del Parnaso dirigida por Eduardo Vasco que integra música renacentista y barroca en directo, marionetas y una puesta en escena que alude a la escenografía del teatro del Siglo de Oro. Fue estrenada en el Festival de Almagro.

### Ediciónprinceps
- VIAGE|DEL PARNASO,|COMPVESTO POR|Miguel de Ceruantes|Saauedra.||Dirigido a don Rodrigo de Tapia,|Cauallero del Habito de Santiago,|hijo del señor Pedro de Tapia Oy-|dor de Consejo Real, y Consultor|del Santo Oficio de la Inqui-|sicion Suprema.||Año [Xilografía ornamental] 1614||CON PRIVILEGIO|EN MADRID,|por la viuda de Alonso Martin.

### Ediciones modernas
- CERVANTES SAAVEDRA, Miguel, Viaje del Parnaso; Poesías sueltas, ed. Vicente Gaos, Madrid, Castalia, 2001 (Clásicos Castalia, 12). ISBN 84-7039-911-X
- ——, Viaje del Parnaso, ed. Florencio Sevilla Arroyo y Antonio Rey Hazas, Madrid, Alianza Editorial, 1997 (OC de Cervantes, 12). ISBN 84-206-4362-9
- ——, Viaje del Parnaso, ed. y com. Miguel Herrero García, Madrid, Instituto "Miguel de Cervantes", 1983 (Clásicos hispánicos. Serie IV, Ediciones anotadas, 5). Reprod. facs. de la ed. de Madrid, Vda. de Alonso Martín, 1614. Bibliografía: p. 20-24. ISBN 84-00-05560-8